# Penelope Thorn
Penelope Thorn (* 1957) ist eine englische Opernsängerin (Sopran). 

## Leben
Nach Studien in den 1970er Jahren an der London Guildhall School of Music and Drama und am London Opera Centre sowie bei Benjamin Britten, Peter Pears und auch bei Tito Gobbi in Italien trat sie in ein Engagement am Badischen Staatstheater in Karlsruhe.
Nachdem sie sich beim Tito-Gobbi-Wettbewerb den ersten Preis und beim Concorso Voci Verdiane in Busseto den Roncoroni-Preis ersungen hatte, begann sie ihre freischaffende Karriere, die sie vornehmlich mit Partien des jugendlich-dramatischen Repertoires an zahlreiche Opernhäuser weltweit brachte. Häufig verbanden sie Gastverträge mit der Niedersächsischen Staatsoper in Hannover und dem Saarländischen Staatstheater in Saarbrücken.
Unter der Leitung des Komponisten Gian Carlo Menotti übernahm sie die Titelpartie bei der deutschen Erstaufführung von dessen Oper Maria Golovin.
Weitere Gastspiele brachten sie unter anderem an die Opernbühnen von Zürich, München, Rom, Nizza, Stuttgart, Berlin, Prag, Mannheim.
Sie arbeitete dabei mit Dirigenten wie Wolfgang Sawallisch, Alberto Erede, Jun Märkl, Ralf Weikert, Christian Thielemann, Richard Hickox.
Nachdem sie wegen eines Fachwechsels pausiert hatte, widmet sie sich nun den hochdramatischen Partien vorwiegend im Werk Richard Wagners.
Zudem ist sie als Gesangspädagogin u. a. an der Universität Koblenz-Landau, Campus Landau, tätig.

## Repertoire (Auswahl)
- Santuzza in Pietro Mascagnis Cavalleria rusticana
- Die Zauberin Fata Morgana in Sergei Sergejewitsch Prokofjews Oper Die Liebe zu den drei Orangen
- Jeanne d’Arc in Pjotr Iljitsch Tschaikowskis Oper Die Jungfrau von Orléans
- Brünnhilde in Richard Wagners Ring des Nibelungen (Walküre, Siegfried und Götterdämmerung
- 3. Norn in Richard Wagners Götterdämmerung)
- Isolde in Tristan und Isolde
- Kundry im Parsifal